# Матвієць Роман Михайлович
Рома́н Миха́йлович Матвіє́ць (13 червня 1989 — 23 липня 2016) — старшина Збройних сил України, заступник командира групи 8-го окремого полку спеціального призначення. Герой України.

## Життєпис
Проживав у селі Хорошів Хмельницької області. У лавах ЗСУ з 2008 року, 8-й окремий полк спеціального призначення.
У зоні бойових дій з 2014-го, псевдо «Матвій», заступник командира групи спеціального призначення.
23 липня 2016 року військовики спостережного посту біля селища Новозванівка Попаснянського району виявили просування ДРГ терористів та відкрили вогонь зі стрілецької зброї, двох диверсантів вбито, чотирьох поранено. При відступі ДРГ ще чотири терористи були поранені. Українські вояки посту забрали тіла загиблих диверсантів на опорний пункт. При огляді було виявлено російську зброю, міни, набої.
Прагнучи завадити діям вояків, терористи відкрили по них вогонь з мінометів 82- та 120-мм калібру, із АГС-17, СПГ-9, зенітної установки, 122-мм самохідної установки, згодом прилучили до обстрілу й танк, обстріли тривали з 8:40 до 13:50, у цей час загинув молодший сержант Сергій Шадських, поранень зазнали четверо вояків.
Близько 14:10 до спостережного посту українських сил вийшла ще одна ДРГ терористів — кількістю до 20 чоловік, з відстані 50 метрів диверсанти почали обстріл із стрілецької зброї. Вогнем у відповідь російських окупантів було зупинено та відкинуто; за даними радіоперехоплення, втрати терористів склали двоє убитих й п'ятеро поранених. З огляду на загрозу артилерійського та мінометного вогню вояки зі спостережного посту відійшли на сусідній, по припиненні вогню повернулися на попередню позицію. При подальшому закріпленні на спостережному посту та відновленні системи інженерних загороджень група військовиків просунулась вперед, маючи завданням недопущення раптового нападу противника. При висуненні група вступила у вогневий контакт, в ході бою Роман загинув, троє вояків поранено, втрати противника за даними радіоперехоплення склали п'ятеро убитими. Побратими припускають, що Роман Матвієць ліквідував кулемет та кулеметника в рукопашному бою — після його стрибка в лісосмугу кулемет терориста заклинило.
Без Романа лишились мама, дружина та син 2009 р.н.
Похований у селі Хорошів.

## Нагороди
- Звання Герой України з удостоєнням ордена «Золота Зірка» (5 грудня 2019, посмертно) — за особисту мужність і героїзм, виявлені у захисті державного суверенітету та територіальної цілісності України[1][2].
- Орден «За мужність» III ст. (6 квітня 2018, посмертно) — за особисту мужність і самовіддані дії, виявлені у захисті державного суверенітету та територіальної цілісності України, зразкове виконання військового обов'язку[3].
- Медаль «За військову службу Україні» (6 січня 2016) — за особисту мужність і високий професіоналізм, виявлені у захисті державного суверенітету та територіальної цілісності України, вірність військовій присязі[4].